# عباد بن العوام
عباد بن العوام بن عمر بن عبد الله بن المنذر بن مصعب بن جندل، أبو سهل مولى أسلم بن زرعة الكلابي الواسطي، الإمام المحدث الصدوق.

## روايته للحديث
سمع من: إبراهيم بن مسلم الهجري، وإسماعيل بن أبي خالد، وأشعث بن سوار، وجبريل بن أحمد، وحجاج بن أرطاة، وحسين بن ذكوان المعلم، وحميد الطويل، وأبي مسلمة سعيد بن زيد، وسفيان بن حسين الواسطي، وشريك بن عبد الله النخعي، وعبد الله بن عون، وعبد الله بن أبي نجيح، وعبيد الله بن العيزار، وعمر بن إبراهيم العبدي، وعمر بن عامر، وعوف الأعرابي، ومحمد بن عمرو بن علقمة، وميمون بن أبي حمزة الأعور، ويحيى بن أبي إسحاق الحضرمي، يحي بن معين، وحصين بن عبد الرحمن، وهارون بن عنترة، وسعيد الجريري، وسعيد بن أبي عروبة، وهلال ابن خباب، ويونس بن عبيد، وأبي إسحاق الشيباني، وأبي مالك الأشجعي.
روى عنه: إبراهيم بن زياد سبلان، وإبراهيم بن عبيد الله بن حاتم الهروي، وإبراهيم بن موسى الرازي، وأحمد بن منيع، وإسماعيل بن توبة القزويني، وإسماعيل بن سالم الصائغ، وإسماعيل بن علية، وإسماعيل بن عيسى العطار، وداود بن رشيد، وزكريا بن يحيى زحمويه، أبو نعيم الفضل بن دكين، وسعيد بن سليمان الواسطي، وأبو الربيع سليمان بن داود الزهراني، وعباد بن موسى الختلي، وعباد بن يعقوب الروجني، وعبد الله بن محمد بن الربيع الكرماني، وعبد الله بن محمد النفيلي، وعبد المتعالي بن طالب، وعمر بن يزيد السياري، وعمرو بن عون الواسطي، وعمرو بن محمد الناقد، وعمران بن ميسرة المنقري، والعلاء بن هلال الرقي، ومحمد بن حاتم بن سليمان المؤدب، ومحمد بن الصباح الدولابي، ومحمد بن عيسى بن الطباع، ومحمد بن كامل المروزي، وأبو بكر وعثمان ابنا أبي شيبة، وأحمد بن حنبل، وسريج ابن يونس، وزياد بن أيوب، وعلي بن مسلم الطوسي، والحسن بن عرفة، وغيرهم.

## أقوال العلماء فيه
- قال الحسن بن عرفة: سألني وكيع عن عباد بن العوام، ثم قال ليس عندكم أحد يشبهه.
- قال الفضل بن زياد: سمعت أبا عبد الله - يعني أحمد بن حنبل - وذكر عباد بن العوام فقال: كان يشبه أصحاب الحديث.
- قال أبو زكريا يحيى بن معين: وعباد بن العوام مولى أسلم بن زرعة ثقة.
- ذكره ابن حبان في كتابه الثقات.[5]
- وقال ابن حجر العسقلاني: ثقة.[6]
- وقال العجلي: ثقة.[7]
- وقال ابن خراش: صدوق.
- وذكره ابن حبان في ثقاته.[5]
- وقال ابن العماد الحنبلي: وكان صاحب حديث وإتقان.[8]

### فهرس المراجع
1. ↑  الذهبي (2006)، ج. 7، ص. 452.
2. ↑  شمس الدين الذهبي (1998). تذكرة الحفاظ. تحقيق: زكريا عميرات (ط. 1). بيروت: دار الكتب العلمية. ج. 1. ص. 192. ISBN:978-2-7451-2217-9. OCLC:875751264. OL:22371791M. QID:Q113637996 – عبر المكتبة الشاملة.
3. ↑  جمال الدين المزي (1980)، تهذيب الكمال في أسماء الرجال، تحقيق: بشار عواد معروف (ط. 1)، بيروت: مؤسسة الرسالة، ج. 14، ص. 141، OCLC:235963978، QID:Q113613903 – عبر المكتبة الشاملة
4. ↑  الخطيب (1997)، ج. 11، ص. 105.
5. 1 2  ابن حبان (1973)، الثقات، حيدر آباد: دائرة المعارف العثمانية، ج. 7، ص. 162، OCLC:4770597653، QID:Q121009378 – عبر المكتبة الشاملة
6. ↑  ابن حجر العسقلاني (1986)، تقريب التهذيب، تحقيق: محمد عوامة (ط. 1)، دمشق: دار الرشيد للطباعة والنشر والتوزيع، ص. 290، QID:Q116748765 – عبر المكتبة الشاملة
7. ↑  "ص17 - كتاب الثقات للعجلي ت البستوي - باب عايذ الله وعباد - المكتبة الشاملة". shamela.ws. مؤرشف من الأصل في 2023-09-12. اطلع عليه بتاريخ 2023-09-06.
8. ↑  ابن العماد الحنبلي (1986)، شذرات الذهب في أخبار من ذهب، تحقيق: محمود الأرناؤوط، عبد القادر الأرناؤوط (ط. 1)، دمشق، بيروت: دار ابن كثير، ج. 2، ص. 388، OCLC:36855698، QID:Q113580573 – عبر المكتبة الشاملة

### المعلومات الكاملة للمراجع
- الخطيب البغدادي (2001)، تاريخ بغداد، تحقيق: بشار عواد معروف (ط. 1)، بيروت: دار الغرب الإسلامي، OCLC:49659164، QID:Q114815356
- شمس الدين الذهبي (2006)، سير أعلام النبلاء، تحقيق: محمد أيمن الشبراوي، القاهرة: دار الحديث، OCLC:85849749، QID:Q120648548